# Liste der Biografien/Tez
Liste der Biografien |
Portal Biografien |
Personensuche
# |
A |
B |
C |
D |
E |
F |
G |
H |
I |
J |
K |
L |
M |
N |
O |
P |
Q |
R |
S |
T |
U |
V |
W |
X |
Y |
Z |
?
 
Ta |
Tc |
Te |
Tf |
Tg |
Th |
Ti |
Tj |
Tk |
Tl |
Tm |
To |
Tq |
Tr |
Ts |
Tu |
Tv |
Tw |
Tx |
Ty |
Tz
 
Tea |
Teb |
Tec |
Ted |
Tee |
Tef |
Teg |
Teh |
Tei |
Tej |
Tek |
Tel |
Tem |
Ten |
Teo |
Tep |
Teq |
Ter |
Tes |
Tet |
Teu |
Tev |
Tew |
Tex |
Tey |
Tez
Die Liste der Biografien führt alle Personen auf, die in der deutschsprachigen Wikipedia einen Artikel haben. Dieses ist eine Teilliste mit 28 Einträgen von Personen, deren Namen mit den Buchstaben „Tez“ beginnt.

## Tez

### Teza
- Teza, Emilio (1831–1912), italienischer Romanist, Indogermanist, Orientalist, Philologe, Linguist, Literaturwissenschaftler und Übersetzer
- Tezak, Edgar (* 1949), österreichischer Maler
- Tezak, Helmut (* 1948), österreichischer Fotograf und Autor
- Tezak, Sepp (1923–2013), österreichischer Kriminalbeamter sowie Eisenbahnhistoriker, -fotograf und -maler

### Tezc
- Tezçakar Özdemir, Behice (* 1979), türkische Historikerin und Autorin
- Tezcan, Alper (* 1980), türkischer Fußballspieler
- Tezcan, Kadri Ecvet (* 1949), türkischer Diplomat
- Tezcan, Levent (* 1961), Soziologe
- Tezcan, Semih (1942–2017), türkischer Turkologe
- Tezcan-Güntekin, Hürrem (* 1977), Soziologin, Erziehungs- und Gesundheitswissenschaftlerin

### Teze
- Teze, Jordan (* 1999), niederländischer Fußballspieler
- Tezel, Aylin (* 1983), deutsche Schauspielerin und RegisseurinAylin Tezel (* 1983)

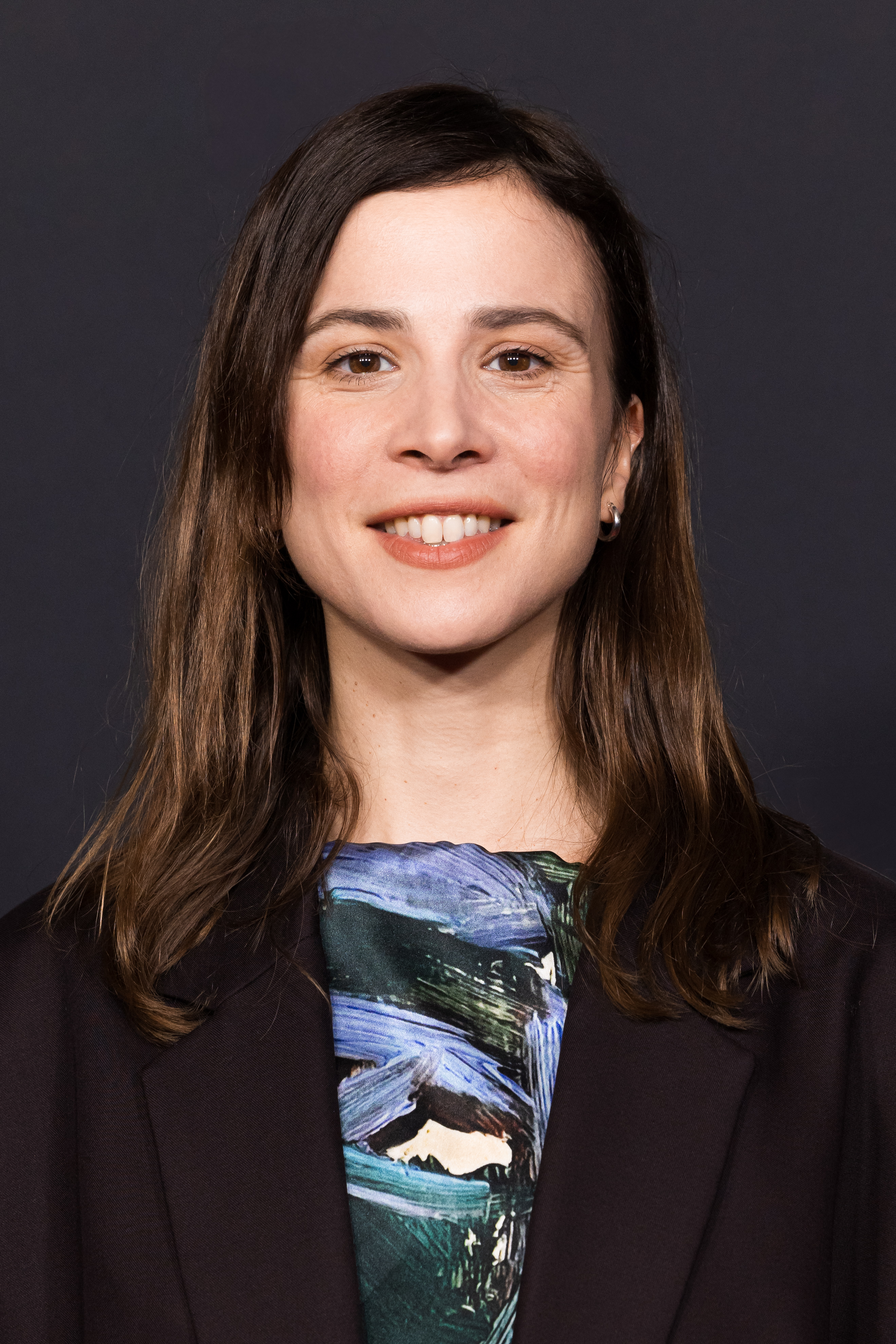
Aylin Tezel (* 1983)

- Tezel, Uğur (* 1997), deutsch-türkischer Fußballspieler
- Tezeren, Alper Çetin (* 1944), türkischer Konteradmiral

### Tezi
- Teziç, Erdoğan (1936–2017), türkischer Rechtswissenschaftler
- Tézier, Ludovic (* 1968), französischer Opernsänger der Stimmlage Bariton

### Tezk
- Těžká, Tereza (* 1996), tschechische Schauspielerin

### Tezl
- Tezlaw, Fürst von Rügen (1168–1170)

### Tezn
- Tezner, Friedrich (1856–1925), österreichischer Jurist und Höchstrichter

### Tezo
- Tezonar, Haluk (1942–1995), türkischer Bildhauer
- Tezozómoc († 1426), Herrscher des Tepaneken-Stadtstaates Azcapotzalco

### Tezu
- Tezuka, Kōhei (* 1996), japanischer Fußballspieler
- Tezuka, Osamu (1928–1989), japanischer Arzt und Manga-Zeichner
- Tezuka, Satoshi (* 1958), japanischer Fußballspieler und -trainer
- Tezuka, Takahiro (* 1998), japanischer Fußballspieler
- Tezuka, Takako (* 1970), japanische Fußballspielerin
- Tezuka, Takashi (* 1960), japanischer Spieleentwickler

### Tezz
- Tezza, Luigi (1841–1923), italienischer Ordensgeistlicher, Seliger